# Paul G. Dimo
Paul Gh. Dimo (n. 10 iunie 1905, Turnu Severin – d. 17 aprilie 1990, București) a fost un inginer român, membru titular al Academiei Române, creator al metodei REI de analiză nodală a sistemelor electroenergetice.

## Opere
- Nodal analysis of Power Systems Abacus Press 1975